# Eric Swalwell
Eric Michael Swalwell (* 16. listopadu 1980 Sac City, Iowa) je americký politik, od roku 2013 člen Sněmovny reprezentantů Spojených států za Demokratickou stranu. Ve Sněmovně reprezentantů je od svého druhého volebního období členem výboru pro dohled nad výzvědnými službami.
Swalwell získal v roce 2003 titul bakaláře v politologii na Marylandské univerzitě v College Parku, a na právnické fakultě stejné univerzity pak v roce 2006 promoval jako doktor práv. Před zvolením do Kongresu pracoval na státním zastupitelství a byl místním politikem v Dublinu v Kalifornii.
V prosinci 2020 byly zveřejněny zprávy, že Christine Fang, se kterou Swalwell udržoval v letech 2011–2015 v Kalifornii velmi blízký vztah a která mu pomáhala v jeho místní kariéře i v kongresových volbách, je pravděpodobně čínská špionka. Christine Fang byla údajně do Spojených států vyslána s úkolem navazovat vztahy s místními politiky, majícími v budoucnu šanci stát se členy Kongresu USA, tedy Sněmovny reprezentantů či Senátu.